# Міхрініс Убайдуллаєва
Міхрініс Убайдуллаєва — радянський господарський, державний і політичний діяч, Герой Соціалістичної Праці.

## Біографія
З 1942 року — на господарській, громадській і політичній роботі. У 1942—1985 рр. — колгоспниця, ланкова рільничої бригади по вирощуванню цукрових буряків колгоспу «Москва»/імені Сталіна Ташкентського району Ташкентської області Узбецької РСР, інструктор відділу сільського господарства компартії Узбекистану, заступник міністра сільського господарства Узбецької РСР, голова виконкому Карасувського району Ташкентської області, директор радгоспу в Калінінському районі цієї ж області, заступник голови районного виконавчого комітету, в міністерстві сільського господарства Узбецької РСР, голова колгоспу «Червоний Узбекистан» Орджонікідзевського району Ташкентської області.
Указом Президії Верховної Ради СРСР від 19 березня 1947 року присвоєно звання Героя Соціалістичної Праці з врученням ордена Леніна і золотої медалі «Серп і Молот».
Обиралася депутатом Верховної Ради Узбецької РСР 2-5-го і 9-10-го скликань.